# George Smits
George Smits (Antwerpen, 22 januari 1944 – 1997), ook bekend als 'Toet', was een Belgisch zeer veelzijdig beeldend kunstenaar, experimentele muzikant en uitvinder van experimentele muziekinstrumenten. Veel van zijn instrumenten zijn zuiver akoestisch en gemaakt van polystyreen, grote stalen veren en lange metalen kabels.

## Levensloop
In de jaren zestig was hij een lid van de band van Ferre Grignard. Smits was ook actief als acteur in enkele films en maakte deel uit van de Antwerpse undergroundkunstscene (bijvoorbeeld het "Ercola collectief", hij maakte ook deel uit van de Fred Bervoetsband en was medewerker van Panamarenko). Naast zijn muzikale carrière was hij actief als schilder, striptekenaar (o.a. met absurde humor in "De Verhalen van Jan" onder pseudoniem Mafprint) en als experimentele muzikant met zijn eigen radioprogramma op de Belgische publieke radiozender Radio Centraal. Dit radioprogramma, uitgezonden in de nacht, gaf Smits de motivatie om zich steeds meer richten op het maken van muziek, met behulp van instrumenten en effecten die hij zelf had uitgevonden, maar ook geleidelijk, nieuwe elektronische hulpmiddelen. Smits bereidde zijn radioprogramma zeer precies voor. Bij de radio-omroep werkte hij onder het pseudoniem Captain Zbolk.